# Fish Heads and Tails
Fish Heads and Tails es un álbum de estudio de la banda escocesa Goodbye Mr. Mackenzie que reúne diversos B-sides y EP.

## Lista de canciones
Cara 1
1. "Amsterdam" (Jacques Brel, Mort Shuman)
2. "Somewhere in China" (The Shop Assistants)
3. "Calton Hill" (Kelly/Metcalfe)
4. "Secrets" (Kelly/Metcalfe)
5. "Face to Face" (Metcalfe)

Cara 2
1. "Sick of You" (James Osterberg, James Williamson)
2. "Green Turned Red" (Kelly/Metcalfe)
3. "Pleasure Search" (Kelly/Metcalfe)
4. "Mystery Train" (Junior Parker, Sam Phillips)
5. "Knockin' on Joe" (Nick Cave) 1

1Grabado en vivo en el Town and Country Club, Londres el 20 de junio de 1989.
- Datos: Q5454526